# A Nazionale 1970-1971
La A Nazionale 1970-1971 è stata la 31ª edizione del massimo campionato greco di pallacanestro maschile. La vittoria finale è stata ad appannaggio del Panathīnaïkos.

## Risultati

### Stagione regolare
|     | Squadra             | G  | V  | P  | PF | PS | Pt. | Qualificazione            |
| --- | ------------------- | -- | -- | -- | -- | -- | --- | ------------------------- |
| 1.  | Panathīnaïkos       | 26 | 24 | 2  |    |    | 49  |                           |
| 2.  | AEK Atene           | 26 | 21 | 5  |    |    | 47  |                           |
| 3.  | Olympiakos          | 26 | 19 | 7  |    |    | 45  |                           |
| 4.  | Pagrati Atene       | 26 | 19 | 7  |    |    | 45  |                           |
| 5.  | Sporting Atene      | 26 | 16 | 10 |    |    | 42  |                           |
| 6.  | Aris Salonicco      | 26 | 14 | 12 |    |    | 40  |                           |
| 7.  | XAN Salonicco       | 26 | 14 | 12 |    |    | 40  |                           |
| 8.  | PAOK Salonicco      | 26 | 12 | 14 |    |    | 38  |                           |
| 9.  | Panellīnios         | 26 | 10 | 16 |    |    | 36  |                           |
| 10. | Īraklīs Salonicco   | 26 | 10 | 16 |    |    | 36  |                           |
| 11. | Apollon Kalamarias  | 26 | 9  | 17 |    |    | 35  |                           |
| 12. | MAS Aetós Salonicco | 26 | 9  | 17 |    |    | 35  | retrocesse in B Nazionale |
| 13. | Paniōnios           | 26 | 3  | 23 |    |    | 29  | retrocesse in B Nazionale |
| 14. | Amintas             | 26 | 2  | 24 |    |    | 28  | retrocesse in B Nazionale |

| A Nazionale 1970-1971    |
| ------------------------ |
| Panathīnaïkos 10º titolo |

## Formazione vincitrice
| N° | Naz.              | Ruolo | Sportivo              |  | Alt. |  |
| -- | ----------------- | ----- | --------------------- |  | ---- |  |
|    | Grecia (bandiera) | AG    | Giōrgos Kolokythas    |  |      |  |
|    | Grecia (bandiera) |       | Chrīstos Iordanidīs   |  |      |  |
|    | Grecia (bandiera) | P     | Kōstas Politīs        |  |      |  |
|    | Grecia (bandiera) |       | Petros Panagiōtarakos |  |      |  |
|    | Grecia (bandiera) |       | Thanasīs Peppas       |  |      |  |
|    | Grecia (bandiera) |       | Andreas Chaikalīs     |  |      |  |
|    | Grecia (bandiera) |       | Takīs Korōnaios       |  |      |  |
|    | Grecia (bandiera) | C     | Dīmītrīs Kokolakīs    |  | 215  |  |
|    | Grecia (bandiera) | AP    | Apostolos Kontos      |  |      |  |
|    | Grecia (bandiera) | All.  | Kōstas Mourouzīs      |  |      |  |